# تيودور فاسيلي
تيودور فاسيلي (بالرومانية: Teodor Vasile)‏ هو دراج روماني، ولد في 16 أغسطس 1947 في بلويشت في رومانيا.

## وصلات خارجية
- تيودور فاسيلي على موقع أرشيف الدراجات (الإنجليزية)
- تيودور فاسيلي على موقع إحصائيات الدراجات الإحترافية (الإنجليزية)
- تيودور فاسيلي على موقع أوليمبيديا (الإنجليزية)